# تشيفيتانوفا ماركي
Civitanova Marche تشيفيتانوفا ماركي، مدينة وسط إيطاليا في مقاطعة ماشيراتا ضمن إقليم ماركي، وتقع على بعد حوالي 40 كيلومترا إلى الجنوب الشرقي من مدينة انكونا وحوالي 25 كلم شرق مدينة ماشيراتا. في 31 كانون الأول / ديسمبر 2004 كان عدد السكان 39,545 ومساحتها 45.8 كيلومتر مربع.

## السكان
في سنة 1861 بلغ عدد السكان 8٬896 نسمة، وتطور العدد ليصل في سنة 2011 لـ 40٬217 نسمة.
يظهر هذا المخطط البياني تطور النمو السكاني لـ تشيفيتانوفا ماركي

## توأمة
لتشيفيتانوفا ماركي اتفاقيات توأمة مع كل من:
- Esine [الإنجليزية]‏
- سان مارتن
- شيبينيك
- Gmina Skawina [الإنجليزية]‏
- Skawina [الإنجليزية]‏

## أعلام
- فرانكو أونسيني